# ستيف فيربيرن
ستيف فيربيرن (بالإنجليزية: Steve Fairbairn)‏ هو مدرب تجديف أسترالي، ولد في 25 أغسطس 1862 في Toorak ‏ في أستراليا، وتوفي في 16 مايو 1938 في لندن في المملكة المتحدة.